# Sonita Henry
Sonita Henry, född 23 januari 1977 i Dover, Kent, är en brittisk skådespelare.
Henry har bland annat medverkat i TV-serien Chelsea Detective, Surfside Girls och Olympus.

## Filmografi (i urval)
- 2015 – Olympus (TV-serie)
- 2022 – Surfside Girls (TV-serie)
- 2022 – Chelsea Detective (TV-serie)
- 2024 – Role Play